# نيفيل دينتون
نيفيل دينتون (بالإنجليزية: Neville Denton)‏ هو لاعب دوري الرغبي نيوزيلندي، ولد في 22 يوليو 1934، وتوفي في 27 مارس 2015 في أوكلاند في نيوزيلندا.